# Spathiphyllum solomonense
Spathiphyllum solomonense Nicolson – gatunek wieloletnich, wiecznie zielonych roślin zielnych z rodzaju skrzydłokwiat, z rodziny obrazkowatych, występujący na Wyspach Salomona, zasiedlający równikowe lasy deszczowe. Jedyny gatunek skrzydłokwiatu będący pnączem i hemiepifitem.